# Leptangium perrottetii
Leptangium perrottetii là một loài rêu trong họ Erpodiaceae. Loài này được Mont. Mont. mô tả khoa học đầu tiên năm 1856.